# Wikipedia tiếng Bồ Đào Nha
Wikipedia tiếng Bồ Đào Nha (tiếng Bồ Đào Nha: "Wikipédia em português" or "Wikipédia lusófona") là bách khoa thư mở phiên bản  tiếng Bồ Đào Nha của dự án  Wikipedia (viết là  Wikipédia trong tiếng Tây Ban Nha). Hiện nay nó xếp thứ 8 trong các phiên bản Wikipedia tính theo số bài viết. Hiện nay nó có 1.142.926 bài.

## Liên kết
- (tiếng Bồ Đào Nha) Wikipedia tiếng Bồ Đào Nha
- (tiếng Bồ Đào Nha) Wikipedia tiếng Bồ Đào Nha phiên bản di động